# Edens Zero
Edens Zero (エデンズゼロ, Edenzu Zero) est un shōnen manga écrit et dessiné par Hiro Mashima qui fut prépublié dans le magazine Weekly Shōnen Magazine de l'éditeur Kōdansha du 27 juin 2018 au 26 juin 2024. Pika Édition publie en ligne simultanément la version française de chaque chapitre et a sorti le premier volume relié le 10 octobre 2018.
Une adaptation en anime par le studio J. C. Staff est diffusée entre avril et octobre 2021. Une deuxième saison est diffusée entre avril et septembre 2023 au Japon et en simultanée sur la plateforme ADN en France.

## Intrigue
Edens Zero tourne autour du personnage de Shiki Granbell, un orphelin qui a été élevé par des animatroniques dotés d'une conscience sur un parc à thème. Ce parc est visité par deux aventuriers, Rebecca et son chat de compagnie Happy, avec qui Shiki se lie d'amitié pendant qu'ils enregistrent des vidéos pour le site de partage de vidéos B-Cube. Vers la fin de la durée de vie de leur batterie, les robots font croire à Shiki qu'ils sont soudainement hostiles aux humains et qu'ils tentent de tuer les deux visiteurs. En réalité, cette comédie est censée inciter Shiki à partir avec Rebecca et Happy dans le but de l'empêcher de rester seul sur la planète destinée à l'abandon. Après avoir vaincu à contrecœur les robots grâce à son pouvoir lui permettant de contrôler la gravité, Shiki rejoint Rebecca et Happy dans leur guilde d’aventuriers, la Bougie du Météore, pour explorer le Cosmos Sakura dans l'espoir de devenir les premiers aventuriers à trouver Mother, déesse mystérieuse de l'univers.
Dans le chapitre 15, le sens du nom Edens Zero est révélé : il s'agit du nom du vaisseau spatial que Shiki hérite de son grand-père via la pirate Erzy Crimson, Edens signifiant « Ether Drive Eternal Navigation Ship ». Bien plus tard, au chapitre 204, le nom « Edens Zero » prend un nouveau sens : nous apprenons que le vaisseau a été construit par Ziggy dans le but d'atteindre le point zéro en partant de la planète Eden.

## Personnages
- Shiki Granbell (グランベル・シキ, Guranberu Shiki?)

Le personnage principal du manga. Shiki est un adolescent vivant au royaume de Granbell, un parc d'attractions situé sur Granbell, une planète inhabitée. Il est donc le seul humain de Granbell, vivant au milieu de robots qui l'ont élevé. Il est l'un des derniers à pouvoir utiliser l'Ether Gear, un pouvoir basé sur une énergie appelée Ether, qui daterait des temps anciens. Ce pouvoir permet de modifier le flux d'ether qui circulent dans le corps, ainsi l'Ether Gear de Shiki lui permet de contrôler la gravité, ainsi, il peut se tenir au plafond, se déplacer à très haute vitesse ou encore augmenter la puissance de ses coups. Suivant un entraînement et les conseils du Grand Démon, un robot qui a joué le rôle de démon dans le parc de Grandbell et grand-père adoptifs de Shiki qui souhaitait que celui-ci explore l'univers et se fasse de véritables amis humains. La pirate Erzy Crimson lui apprend qu'il est né hors du Cosmos Sakura et que Ziggy le Grand Démon l'a recueilli lors de son voyage pour rencontrer l'entité cosmique Mother. De plus, elle lui lègue le vaisseau spatial Edens Zero qui appartenait jadis à Ziggy et dont elle a pris soin en attendant la venue de l'héritier. Désormais propriétaire du vaisseau et maître des Quatre Etoiles Brillantes (4 androïdes femelles gardiennes de l'Edens Zero), Shiki devient capitaine d'équipage et hérite du surnom de "Grand Démon". Shiki est gentil, naïf et aime son prochain : il considère les machines et les PNJ de Digitalis comme ses amis mais a la phobie des insectes. À la suite de l'ellipse de trois ans qui survient au chapitre 170, Shiki grandit et devient un adulte. Il est maintenant plus mature et moins naïf, sachant prendre des décisions rationnelles et faire la part des choses. Il gardera cependant son envie de se faire une tonne d'amis.
- Rebecca Bluegarden (レベッカ, Rebekka Burūgāden?)

Rebecca est une jolie jeune fille blonde qui fait partie de la Bougie du Météore, une guilde d'aventuriers située sur la planète Blue Garden. Avec son chat bleu Happy, elle voyage dans le Cosmos Sakura à bord de son vaisseau spatial Aqua Wing afin de tourner des vidéos pour sa chaîne Aoneko (chat bleu en japonais) Channel sur le site de partage de vidéos B-Cube. Son objectif est de dépasser le million d'abonnés, objectif qu'elle réalisera à la suite de l'ellipse. Rebecca est énergique et motivée mais n'aime pas les conflits. Elle est gentille et respectueuse, souhaitant aider Laviria alors qu'elle l'a humiliée tant de fois. Cependant, lorsque Happy se transforme en pistolets, la gentille Rebecca devient une véritable furie. De plus, on apprend plus tard qu'elle a la capacité d'activer un Ether Gear grâce à une eau spéciale. Suivant les conseils d'Homura qui lui dit qu'elle peut choisir son Ether Gear, Rebecca souhaite alors un Ether Gear de visée automatique afin de tirer en plein dans sa cible à tous les coups. C'est sur la planète Sun Jewel que Rebecca développera son Ether Gear : Leaper, qui lui permet de réaliser des sauts et augmente la puissance de ses jambes. Plus tard, nous apprenons que son Ether Gear se nomme en réalité « Cat Leaper » et qu'il s'agit d'un pouvoir très puissant lui donnant la possibilité de remonter le temps de 90 secondes ainsi que la faculté de voyager à travers le multiverse.
- Happy (ハッピー, Happī?)

Happy est un chat bleu bipède doté d'intelligence et de parole qui accompagne Rebecca partout où elle va. Il est originaire de la planète Exceed et Rebecca l'a trouvé seul et abandonné de tous quand elle était petite. Un jour, Happy fut écrasé par un camion mais le docteur Wise Schteiner l'a ressuscité en tant que robot mais a conservé ses anciens souvenirs. Désormais doté d'un corps cybernétique, Happy peut se transformer en une paire de pistolets, les Happy Blasters, que Rebecca utilise pour se défendre et qui tirent des balles d'ether, douloureuses mais non-mortelles.
- Wise Schteiner (シュタイナー・ワイズ, Shutainā Waizu?)

Le docteur Wise Schteiner est un vieux scientifique de la planète Norma. Il a rencontré Rebecca lorsqu'elle était petite, pleurant la mort tragique de son chat Happy. Pour lui redonner le sourire, Wise a transformé Happy en cyborg pour qu'il puisse être toujours aux côtés de son amie. En effet, Wise maîtrise aussi l'Ether Gear et son pouvoir se nomme Machina Maker : il peut modifier et reconstruire tout type de machine. Lorsque Shiki, Rebecca et Happy atterrissent sur la planète Norma, ils découvrent qu'elle a été bloquée 50 ans dans le passé. Ils font la connaissance du Wise Schteiner d'il y a 50 ans, un jeune voyou (voleur) génie de la robotique. Ce phénomène subi par la planète Norma est due au Croque-Mitemps, une gigantesque entité cosmique qui se nourrit du temps d'une planète, créant à chaque fois une réalité parallèle. C'est ainsi que le vieux Wise a pu s'échapper de Norma et peut vivre en même temps que le jeune Wise car il n'y a pas de paradoxe temporel. Pendant que le vieux Wise est sur une autre planète avec une serveuse bunny-girl de Norma, le jeune accompagne Shiki, Rebecca et Happy à l'aventure... mais finit par les quitter une fois arrivés sur Blue Garden. Cependant, il les rejoindra à nouveau pour sauver Rebecca enlevée par des mercenaires, accompagné d'une jeune guerrière nommée Homura. Si le vieux Wise est plus sage, les deux semblent être aussi obsédés l'un que l'autre.
- E.M. Pino (EMピーノ, Ī Emu Pīno?)

Electro Magnetic Pino, dit Pino, est une androïde anti-machine de petite taille créé par le Grand Démon, le robot qui a élevé Shiki. D'identité féminine, Pino peut créer des impulsions electro-magnétique, des ondes magnétiques provoquant l'arrêt temporaire des appareils électriques, que ce soit un robot, un système d'éclairage ou Mecha-Happy. Le gang de Sibylle l'utilise pour désactiver les robots militaires de Norma afin de s'en emparer. Cependant, Wise vole la mallette où Pino est stockée, pensant qu'il s'agit d'une mallette d'argent. Shiki la lui dérobe avant de la faire tomber, délivrant ainsi le robot. Shiki la sauve des représailles de Sibylle après avoir découvert la façon choquante dont il traite les robots. Il lui demandera ensuite de devenir son amie et en quête de retrouver sa mémoire et donc son maître, Pino rejoint Shiki, Rebecca, Happy et Wise dans leurs aventures. Plus tard, Pino révélera son rêve et seule Mother, déesse de l'univers, serait capable de réaliser celui-ci.
- Homura Kôgetsu (ホムラ・コウゲツ, Homura Kōgetsu?)

Homura est une jeune femme aux longs cheveux noirs vêtue d'un kimono que Wise rencontre sur Blue Garden. Elle a la manie d'exprimer ses pensées à haute voix, ce qui la gêne. Séduit par sa beauté, Wise la convainc de le suivre et d'accompagner l'équipage pour sauver Rebecca, enlevée les mercenaires de Rogue Out. Originaire d'une planète ravagée par des mercenaires, Homura est la disciple de Valkyrie, l'une des Quatre Etoiles Brillantes du Grand Démon et celle qui l'a sauvée. Valkyrie ayant disparu, c'est pour la retrouver qu'Homura souhaitait monter sur Edens Zero. De plus, Valkyrie a toujours loué la puissance du Grand Démon et en tant que guerrière, elle souhaite affronter son héritier Shiki pour le seul plaisir de combattre. Considérée au départ comme une intrus par Witch, Wise se porte garant d'elle et Shiki finit par la considérer comme une amie. Homura maîtrise l'Ether Gear depuis l'enfance et son niveau est tel que Shiki, Wise et Witch sont stupéfaits. Son Ether Gear, Soul Blade, lui permet de créer des sabres d'ether. Son maître Valkyrie avait le même.
- Witch Regret (ウィッチ・リグレット, Witchi Riguretto?)

Witch se présente comme le Bouclier d'Edens des Quatre Etoiles Brillantes du Grand Démon. C'est une androïde ayant l'apparence d'une femme avec de longs cheveux verts tressés et le visage partiellement dissimulé par une visière opaque. Elle a été construite par le Grand Démon Ziggy et obéit à tous les ordres de Shiki, petit-fils adoptif de son créateur. Witch peut contrôler entièrement le vaisseau, le nettoyer instantanément et activer sa véritable forme, révélant ainsi son nom Ether Drive Eternal Navigation Ship Zero, soit Edens Zero. Outre son rôle de pilote, elle prodigue des massages aux occupants et peut être omnisciente dans tout le vaisseau.
- Sister Ivly (Sisuta Iburi?)

Witch la présente comme la Vie d'Edens des Quatre Etoiles Brillantes du Grand Démon. Elle a l'apparence d'une jeune fille aux longs cheveux vêtue comme une religieuse et semble avoir un sale caractère et un humour acéré. Sister Ivly a le pouvoir de soigner les blessures et de réparer les machines. Lors d'une mission pour Noa Glenfield, maître de la guilde Bougie du Météore, elle est neutralisée puis retenue captive par la chef de l'organisation de mercenaires Rogue Out qui usurpe son identité et utilise ses pouvoirs. La véritable Sister est alors libérée par Homura et Wise. Après avoir mis la fausse Sister hors d'état de nuire, elle rejoint Shiki et sa bande avec son robot Mosuko. Véritable sadique, Sister aime torturer amis comme ennemis dans sa "salle de dressage".
- Harmit Mio (Hamitto?)

Witch la présente comme le Cœur d'Edens des Quatre Etoiles Brillantes du Grand Démon. Pouvant survivre dans le vide spatial, Harmit à l'apparence d'une jeune fille aux longs cheveux qui porte une sorte de casque audio. Elle a disparu pour une raison inconnue et l'équipage d'Edens Zero la retrouve sur un corps céleste appelé Iron Hill. Son corps est inanimé car elle est état de "Dive" : sa conscience est prisonnière d'un monde virtuel appelé Digitalis. Ce monde est un ancien jeu-vidéo en ligne dans lequel les personnages-non-jouables ont développé une conscience et gèrent désormais cette planète virtuelle. Shiki, Rebecca, Happy, Wise, Homura et Pino numérisent leur esprit afin de retrouver la conscience d'Harmit. Cependant, celle-ci veut rester dans le monde virtuel et repousse violemment Shiki en disant qu'elle déteste les humains.

## Manga
Après la fin de sa série Fairy Tail le 26 juillet 2017, Hiro Mashima a publié sur Twitter le 31 décembre 2017 qu'il promettait de commencer une nouvelle série en 2018. Après sa visite au Festival international de la bande dessinée d'Angoulême en France, Mashima a révélé que sa nouvelle série serait une « nouvelle forme de fantaisie », et le personnage de Plue de sa série précédente Rave apparaîtrait également dans le manga. Le 14 mai 2018, il a commenté sur Twitter qu'il devenait « un peu confus » en raison de son travail simultané sur cette série, une suite de Fairy Tail (Fairy Tail: 100 Years Quest) et un autre projet « secret ». Il a également déclaré qu'il proposait de nouvelles idées pour la série « l'une après l'autre ». Le 30 mai 2018, le 26e numéro du Weekly Shōnen Magazine révèle que la série s'intitule provisoirement Eden's Zero et que celle-ci serait simultanément publiée en anglais, en français, en chinois, en coréen et en thaï. La série est prépubliée à partir du 27 juin 2018. Le manga entre dans son dernier arc fin 2022, et le dernier chapitre est prévu pour le 26 juin 2024.
Pika Édition publie en ligne simultanément la version française de chaque chapitre et a sorti le premier volume relié le 10 octobre 2018,.

### Fiche technique
- Édition japonaise : Kōdansha
  - Nombre de volumes sortis : 33 (terminé)
  - Date de première publication : 27 juin 2018
  - Prépublication : Weekly Shōnen Magazine
- Édition française : Pika Édition
  - Nombre de volumes sortis : 27 (en cours)
  - Date de première publication : 10 octobre 2018

Edens Zero est également publié en espagnol, italien, anglais, allemand, portugais brésilien, coréen et thaï.

### Arcs narratifs
Edens Zero peut être divisé en différentes sagas, elles-mêmes divisée en arc narratifs courts.
Liste des arcs narratifs :
1. Saga cosmos Sakura :
  - Arc Granbell (chapitres 1 à 3)
  - Arc Norma (chapitres 4 à 11)
  - Arc Skull Fairy (chapitres 12 à 14)
  - Arc Guilst (chapitres 15 à 28)
  - Arc Digitalis (chapitres 29 à 43)
  - Arc Mildian (chapitres 44 à 48)
  - Arc Sun Jewel (chapitres 49 à 68)
  - Arc Belial Gore (chapitres 69 à 99)
  - Arc Edens One (chapitre 100 à 104)
2. Saga cosmos Aoi :
  - Arc Red Cave (chapitres 105 à 111)
  - Arc Foresta (chapitre 112 à 133)
  - Arc Sandra (chapitre 134 à 138)
  - Arc guerre du cosmos Aoi (chapitres 139 à 169)
3. Saga cosmos Kaede :
  - Arc X495 (chapitres 170 à 180)
  - Arc Guerre de Kaede (chapitres 181 à 216)
4. Saga univers 0
  - Arc réunion de l'Edens Zero (chapitres 217 à 245)
  - Arc cosmos Yukino (chapitres 246 à 255)
  - Arc Mother (chapitres 256 à 293)

## Anime
Le 12 juin 2020, Mashima a annoncé sur Twitter que le manga serait adapté en série télévisée animée. Lors de la diffusion en direct du Tokyo Game Show le 26 septembre 2020, il a été révélé que l'anime serait produit par JCStaff et dirigé par Yūshi Suzuki, avec Shinji Ishihara en tant que directeur en chef, Mitsutaka Hirota supervisant les scripts et Yurika Sako concevant les personnages. Yoshihisa Hirano composera la musique. La série sera présentée en première sur Nippon TV et d'autres chaînes le 11 avril 2021. Netflix a acquis les droits de diffusion en continu de la série et est également prévue le 26 août 2021 avec les 12 premiers épisodes et le 24 novembre 2021 pour les 13 épisodes suivants. Netflix diffuse également une version doublée en français de la série réalisée par le studio de doublage VSI Paris - Chinkel S.A., sous la direction artistique d'Alan Aubert Carlin, par des dialogues adaptés de Audrey Péon, Emilie Yantouri, Gwénaëlle Buchet et Kévin Thoraval,.
Une deuxième saison est annoncée en février 2022. Celle-ci est diffusée du 1er avril, au 30 septembre 2023. En France, elle est diffusée en simulcast sur ADN.

### Découpage des épisodes
| Saisons | Saisons | Nombre d'épisodes | Diffusion originale | Diffusion originale | Diffusion française | Diffusion française |
| Saisons | Saisons | Nombre d'épisodes | Début de saison     | Fin de saison       | Début de saison     | Fin de saison       |
| ------- | ------- | ----------------- | ------------------- | ------------------- | ------------------- | ------------------- |
|         | 1       | 25                | 11 avril 2021       | 26 août 2021        | 3 octobre 2021      | 24 novembre 2021    |
|         | 2       | 25                | 1er avril 2023      | 30 septembre 2023   | 1er avril 2023      | 30 septembre 2023   |

### Liste des épisodes

#### Arcs
Voici l’organisation chronologique des épisodes et arcs :
Saison 1
1. Arc Intro (épisodes 1 à 3)
2. Arc Norma (épisodes 3 à 6)
3. Arc Skull Fairy (épisodes 6 et 7)
4. Arc Guilst (épisodes 7 à 12)
5. Arc Digitalis (épisodes 12 à 17)
6. Arc Mildian (épisodes 17 à 19)
7. Arc Sun Jewel (épisodes 19 à 25)

Saison 2
1. Arc Belial Gore (épisodes 1 à 11)
2. Arc Edens One (épisodes 11 à 13)
3. Arc Red Cave (épisodes 13 à 15)
4. Arc Foresta (épisodes 16 à 22)
5. Arc Sandra (épisodes 22 à 25)
6. Arc Guerre d'Aoi (épisode 25)

### Musiques
| Générique | Épisodes | Début                  | Début              | Fin              | Fin                   |
| Générique | Épisodes | Titre                  | Artiste            | Titre            | Artiste               |
| --------- | -------- | ---------------------- | ------------------ | ---------------- | --------------------- |
| 1         | 1 – 12   | Eden Through the Rough | Takanori Nishikawa | Bōken no Vlog    | CHiCO with HoneyWorks |
| 2         | 13 – 25  | Forever                | L'Arc-en-Ciel      | Sekai no Himitsu | Sayuri                |
| 3 (S2)    | 1 – 13   | Never say Never        | Takanori Nishikawa | Rinne            | Asca                  |
| 4 (S2)    | 14 – 25  | Kaibutsu               | Tani Yuuki         | My star          | Lozareena             |

### Doublage
| Personnages           | Voix japonaises                              | Voix françaises,                               |
| --------------------- | -------------------------------------------- | ---------------------------------------------- |
| Shiki Granbell        | Takuma Terashima Yurie Kozakai (ja) (enfant) | Benjamin Bollen Estelle Darazi (enfant)        |
| Rebecca Bluegarden    | Mikako Komatsu                               | Anaïs Delva                                    |
| Happy                 | Rie Kugimiya                                 | Karl-Line Heller                               |
| Wise Schteiner        | Hiromichi Tezuka                             | Benoît Du Pac (jeune) Mathieu Buscatto (vieux) |
| E.M. Pino             | Shiori Izawa                                 | Charlotte Hennequin                            |
| Homura Kôgetsu        | Shiki Aoki                                   | Olivia Dalric Lou Viguier (enfant)             |
| Witch Regret          | Kiyono Yasuno                                | Nayéli Forest                                  |
| Sister Ivly           | Yukiyo Fujii                                 | Virginie Méry                                  |
| Harmit                | Kanon Takao                                  | Charlotte Hervieux                             |
| Valkyrie Yuna         | Miyuki Sawashiro                             | Déborah Perret                                 |
| Grand Démon Ziggy     | Hōchū Ōtsuka                                 | Yann Pichon                                    |
| Michael               | Tomohiro Yamaguchi                           | Arnaud Laurent                                 |
| Roi de Granbell       | Shinpachi Tsuji (ja)                         | Paul Borne                                     |
| Xiaomei               | Honoka Inoue                                 | Estelle Darazi                                 |
| Erzy Crimson          | Sayaka Ohara                                 | Pamela Ravassard                               |
| Justice               | Daisuke Namikawa                             | Taric Mehani                                   |
| Laviria Christy       | Ayumi Ayano                                  | Geneviève Doang                                |
| Clarisse Layer        | Nao Tamura                                   | Karine Foviau                                  |
| Jin / Kris Rutherford | Yūki Shin                                    | Benjamin Gasquet                               |
| Kurenai Kôgetsu       | Mie Sonozaki                                 | Sophie Planet                                  |

### DVD et Blu-ray
| Coffret DVD et Blu-ray | Édition japonaise          | Édition japonaise | Édition japonaise |
| Coffret DVD et Blu-ray | Couverture                 | Date de sortie    | Épisodes          |
| ---------------------- | -------------------------- | ----------------- | ----------------- |
| 1                      | Shiki Granbell             | 4 août 2021       | 1 à 3             |
| 2                      | Rebecca Bluegarden & Happy | 8 septembre 2021  | 4 à 6             |
| 3                      | Weisz Steiner & E.M. Pino  | 6 octobre 2021    | 7 à 9             |
| 4                      | Homura Kôgetsu             | 3 novembre 2021   | 10 à 12           |
| 5                      | Witch Regret               | 1er décembre 2021 | 13 à 16           |
| 6                      | Sister Ivly & Mosuko       | 12 janvier 2022   | 17 à 19           |
| 7                      | Harmit                     | 2 février 2022    | 20 à 22           |
| 8                      | Valkyrie                   | 2 mars 2022       | 23 à 25           |

## Jeux vidéo
En septembre 2020, Konami annonce la sortie d'un jeu vidéo sur consoles et d'un autre sur mobiles et dévoile des premières images lors du Tokyo Game Show de cette année. Le jeu mobile intitulée Edens Zero: Pocket Galaxy est sorti le 24 février 2022 sur iOS et Android.